# Pleuromucrum gorgonense
Pleuromucrum gorgonense is een mosdiertjessoort uit de familie van de Phidoloporidae. De wetenschappelijke naam van de soort is, als Hippoporella gorgonensis, voor het eerst geldig gepubliceerd in 1930 door Hastings.